# Idaea cedrica
Idaea cedrica là một loài bướm đêm trong họ Geometridae.